# Josh Thompson
Joshua Casey "Josh" Thompson (ur. 18 lutego 1962 w Lawrence, Kansas) – amerykański biathlonista, srebrny medalista mistrzostw świata.

## Kariera
W Pucharze Świata zadebiutował 14 lutego 1984 roku w Sarajewie, kiedy zajął 40. miejsce w sprincie. Pierwsze punkty zdobył 21 lutego 1986 roku w Oslo, zajmując 12. miejsce w biegu indywidualnym. Na podium zawodów tego cyklu pierwszy raz stanął 12 lutego 1987 roku w Lake Placid, kończąc rywalizację w biegu indywidualnym na drugiej pozycji. W kolejnych startach jeszcze dwa razy stawał na podium: 14 marca 1991 roku w Canmore i 16 stycznia 1992 roku w Ruhpolding był trzeci w biegu indywidualnym. Najlepsze wyniki osiągnął w sezonie 1987/1988, kiedy zajął siedemnaste miejsce w klasyfikacji generalnej.
Podczas mistrzostw świata w Lake Placid zdobył srebrny medal w biegu indywidualnym. w zawodach tych rozdzielił na podium Franka-Petera Roetscha z NRD i Jana Matouša z Czechosłowacji. Był to jego jedyny medal wywalczony na międzynarodowej imprezie tej rangi. Jest to również pierwszy w historii tej dyscypliny medal zdobyty przez Amerykanina. Thompson zajął też między innymi dziewiąte miejsce w tej samej konkurencji na mistrzostwach świata w Lahti w 1991 roku.
W 1984 roku wystartował na igrzyskach olimpijskich w Sarajewie, zajmując 40. miejsce w sprincie i 11. w sztafecie. Na rozgrywanych cztery lata później igrzyskach w Calgary zajął 25. miejsce w biegu indywidualnym, 27. w sprincie i dziewiąte w sztafecie. Brał również udział w igrzyskach olimpijskich w Albertville w 1992 roku, gdzie zajął 16. miejsce w biegu indywidualnym, 32. w sprincie i trzynaste w sztafecie.

## Osiągnięcia

### Igrzyska olimpijskie
| Rok  | Miejscowość | Konkurencje | Konkurencje | Konkurencje | Konkurencje | Konkurencje | Konkurencje | Konkurencje |
| Rok  | Miejscowość | IN          | SP          | PU          | MS          | RL          | MR          | SR          |
| ---- | ----------- | ----------- | ----------- | ----------- | ----------- | ----------- | ----------- | ----------- |
| 1984 | Sarajewo    | –           | 40.         | nd.         | nd.         | 11.         | nd.         | –           |
| 1988 | Calgary     | 25.         | 27.         | nd.         | nd.         | 9.          | nd.         | –           |
| 1992 | Albertville | 16.         | 32.         | nd.         | nd.         | 13.         | nd.         | –           |

### Mistrzostwa świata
| Rok  | Miejscowość | Konkurencje | Konkurencje | Konkurencje | Konkurencje | Konkurencje | Konkurencje | Konkurencje |
| Rok  | Miejscowość | IN          | SP          | PU          | MS          | RL          | MR          | SR          |
| ---- | ----------- | ----------- | ----------- | ----------- | ----------- | ----------- | ----------- | ----------- |
| 1986 | Oslo        | 12.         | 39.         | nd.         | nd.         | 12.         | nd.         | –           |
| 1987 | Lake Placid | 2.          | 18.         | nd.         | nd.         | 10.         | nd.         | –           |
| 1991 | Lahti       | 9.          | 18.         | nd.         | nd.         | 9.          | nd.         | –           |

### Puchar Świata

#### Miejsca w klasyfikacji generalnej
| Sezon     | Miejsce |
| --------- | ------- |
| 1983/1984 | -       |
| 1985/1986 | ?       |
| 1986/1987 | 22.     |
| 1987/1988 | 17.     |
| 1990/1991 | 22.     |
| 1991/1992 | 50.     |

#### Miejsca na podium chronologicznie
| Lp. | Dzień       | Rok  | Miejscowość | Konkurencja                | Lokata | Pudła   | Czas biegu | Strata | Zwycięzca           |
| --- | ----------- | ---- | ----------- | -------------------------- | ------ | ------- | ---------- | ------ | ------------------- |
| 1.  | 12 lutego   | 1980 | Lake Placid | Bieg indywidualny na 20 km | 2.     | 0+0+0+1 | 1:00:00,4  | +50,6  | Frank-Peter Roetsch |
| 2.  | 14 marca    | 1991 | Canmore     | Bieg indywidualny na 20 km | 3.     | 0+0+0+0 | 55:43,9    | +37,2  | Hervé Flandin       |
| 3.  | 16 stycznia | 1992 | Ruhpolding  | Bieg indywidualny na 20 km | 3.     | 0+1+0+0 | 54:50,0    | +58,9  | Andreas Zingerle    |